# City University of New York
City University of New York (Uniwersytet Miejski w Nowym Jorku, Uniwersytet Miejski Nowego Jorku, Miejski Uniwersytet Nowojorski), w skrócie CUNY [wym. kjuni] – zespół miejskich uczelni w Nowym Jorku, w Stanach Zjednoczonych. Siedziba administracji uczelni znajduje się w Yorkville, na nowojorskim Manhattanie.
Jest to jeden z największych tego typu zespołów w Stanach Zjednoczonych: liczy 23 instytucje, w tym 11 uczelni czteroletnich, 7 dwuletnich oraz William E. Macaulay Honors College, centrum doktoranckie (CUNY Graduate Center), wydział prawniczy (CUNY School of Law), wydział dziennikarski (CUNY Graduate School of Journalism) i wydział biomedyczny (Sophie Davis School of Biomedical Education). Ponad 260 000 uczniów uczęszcza na studia dzienne lub wieczorowe, kolejne 273 000 osób to studenci zaoczni lub kursanci uczęszczający do instytucji znajdujących się w pięciu dzielnicach Nowego Jorku. Studenci pochodzą z 205 krajów świata; około 60% z nich stanowią kobiety, 29% skończyło 24 lata. 
CUNY jest trzecim co do wielkości zespołem uniwersyteckim w Stanach Zjednoczonych pod względem liczby studentów, tuż za Uniwersytetem Stanu Nowy Jork (State University of New York, SUNY) i Uniwersytetem Stanu Kalifornia. CUNY i SUNY są instytucjami publicznymi, które działają niezależnie od siebie mimo dofinansowania przez stan Nowy Jork. Instytucje CUNY położone są tylko w granicach pięciu dzielnic miasta Nowy Jork, co sprawia, że otrzymują wsparcie od samorządu miejskiego.
Z Uniwersytetu Miejskiego w Nowym Jorku pochodzi 12 laureatów Nagrody Nobla.

## Historia
Szkoła powstała w roku 1847 jako Wolna Akademia (Free Academy), założona przez przewodniczącego Wydziału Edukacji w Nowym Jorku, Townsenda Harrisa. Została utworzona jako „uczelnia służąca bezpłatnemu nauczaniu polegającemu na publicznej edukacji”. W 1929 nazwę Free Academy zmieniono na City College of New York.
W 1926 władze stanu Nowy Jork powołały Board of Higher Education of the City of New York, który miał za zadanie utworzenie i połączenie dodatkowych instytucji szkolnictwa wyższego dla rosnącej populacji miasta. W tym władze stanowe przejęły kontrolę nad miejskimi uczelniami i utworzył John Jay College w 1925, Brooklyn College w 1930, Queens College w 1937 i kilka dwuletnich uczelni.
W 1961 gubernator Nowego Jorku, Nelson Rockefeller, podpisał dekret o utworzeniu City University of New York, łącząc tym samym dotychczasowo istniejące instytucje publiczne, a także dodając do nich szkołę doktorancką. W 1979 Board of Higher Education zmienił nazwę na Board of Trustees of the CUNY. Wówczas zespół liczył 7 czteroletnich i 6 dwuletnich kolegiów, 4 szkoły cztero- i dwuletnie oraz kilka szkół branżowych.

## Struktura
Uniwersytet jest zarządzany przez liczący 17 członków Board of Trustees. Dziesięciu z nich wskazuje gubernator stanu, pięciu burmistrz miasta (w porozumieniu i za zgodą Senatu Stanu), dwóch jest ex-officio, jeden jest wybierany spośród studentów i przez studentów na wszystkich uczelniach, a jeden członek to niegłosujący wykładowca. Członkowie mają 7-letnią kadencję, która może być przedłużona tylko raz na kolejne 7 lat. Rektorzy i dziekani poszczególnych instytucji odpowiadają bezpośrednio przed Board of Trustees, która również wybiera kanclerza uniwersytetu, pełniącego funkcję CE&AO (chief educational and administrative officer) całego zespołu CUNY.

## Instytucje
Rok utworzenia i nazwa uczelni:
| - 1847: City College - 1870: Hunter College - 1919: Bernard M. Baruch College - 1930: Brooklyn College - 1937: Queens College - 1946: New York City College of Technology - 1955: College of Staten Island - 1964: John Jay College of Criminal Justice - 1966: York College - 1968: Lehman College - 1970: Medgar Evers College - 1957: Bronx Community College - 1958: Queensborough Community College - 1963: Borough of Manhattan Community College - 1963: Kingsborough Community College - 1968: LaGuardia Community College - 1970: Hostos Community College - 2012: Guttman Community College (zainaugurowany jako New Community College) | - 1961: CUNY Graduate Center - 1973: Sophie Davis School of Biomedical Education - 1983: CUNY School of Law - 2005: William E. Macaulay Honors College - 2006: The Craig Newmark Graduate School of Journalism at CUNY - 2006: CUNY School of Professional Studies - 2008: CUNY School of Public Health |

## Telewizja
CUNY ma całodobową publiczną stację telewizyjną (CUNY TV - City University Television), nadającą na sieci kablowej (podstawowy abonament) na terenie Nowego Jorku. Stacja współpracuje z innymi instytucjami w Nowym Jorku i CUNY i zatrudnia pełnoetatowych dziennikarzy, operatorów i producentów tworzących programy edukacyjno-publicystyczne nadawane na antenie (również w paśmie naziemnym 25.3 HD 720p). 